# Steve Clevenger
Steven Scott Clevenger (né le 5 avril 1986 à Baltimore, Maryland, États-Unis) est un receveur de la Ligue majeure de baseball.

## Carrière

### Cubs de Chicago
Steve Clevenger est drafté en 7e ronde par les Cubs de Chicago en 2006.
Il fait ses débuts dans le baseball majeur avec les Cubs le 26 septembre 2011 et réussit son premier coup sûr au plus haut niveau le 28 septembre face au lanceur des Padres de San Diego Wade LeBlanc, contre qui il frappe un double comme frappeur suppléant. Après deux matchs joués pour Chicago en 2011, il prend part à 69 rencontres des Cubs la saison suivante. Il frappe son premier coup de circuit dans le baseball majeur le 29 juin contre le lanceur Bud Norris des Astros de Houston et récolte 16 points produits. Il dispute 8 parties avec les Cubs en 2013 avant d'être échangé à Baltimore.

### Orioles de Baltimore
Le 2 juillet 2013, les Cubs échangent Clevenger et le lanceur droitier Scott Feldman aux Orioles de Baltimore contre les lanceurs droitiers Jake Arrieta et Pedro Strop.
Il dispute 69 matchs des Orioles de 2013 à 2015 et frappe pour ,259 de moyenne au bâton avec deux circuits et 25 points produits.

### Mariners de Seattle
Le 2 décembre 2015, Clevenger est échangé aux Mariners de Seattle contre le voltigeur et joueur de premier but Mark Trumbo et le lanceur gaucher C. J. Riefenhauser.